# Обстрел остановки транспорта «Донецкгормаш» в Донецке
Артобстрел остановки транспорта «Донецкгормаш» («Боссе») в Донецке — обстрел транспортной развязки в Ленинском районе Донецка 22 января 2015 года. ОБСЕ подтвердила 8 погибших и 13 раненых в результате атаки. По информации властей ДНР погибло 15 человек, ещё 20 получили ранения. Стороны войны в Донбассе возложили ответственность за обстрел друг на друга.
Согласно исследованиям специальной мониторинговой миссии ОБСЕ, обстрел был произведён из миномёта или артиллерийского орудия с северо-западного направления. Дальность использованного оружия исключает возможность обстрела из подконтрольной Украине территории. Специалисты Human Rights Watch подтвердили эту информацию, добавив, что фото мест разрывов указывают на применение артиллерийских мин с максимальной дальностью 7 км с северо-западного направления, указывая на вероятное место запуска с контролируемой сепаратистами территории. Поскольку атака, по-видимому, была проведена с контролируемой сепаратистами территории, HRW не смогли сделать выводов об ответственном за атаку. По одной из версий, подконтрольная России группировка обстреливала другое пророссийское формирование, но мины попали по общественному транспорту.

## Ход событий
22 января 2015 года примерно в 08:35 по киевскому времени по ул. Куприна была обстреляна остановка общественного транспорта «Завод Донгормаш». Первый залп пришёлся на трамвайные пути, метрах в трехстах от кольца. Следующий залп накрыл саму конечную остановку общественного транспорта. Снаряды попали в крышу котельной, частные дома, осколки повредили автомобиль и троллейбус, магазины и торговые точки возле остановки остались без стёкол и витрин.
Один из снарядов взорвался в непосредственной близости от троллейбуса ЛАЗ E183A1 маршрута № 17 (бортовой № 1513), другой попал в легковой автомобиль Renault, после чего тот сгорел дотла. Также повреждён трамвай T3SU маршрута № 3 (бортовой № 4115), но о пострадавших в нём не сообщается.
- Видео с места событий
- Видеo канала «Правда ДНР»
- Видео канала «Патриотические силы Донбасса»

## Версии произошедшего

### Версия ДНР
Заместитель министра обороны самопровозглашённой ДНР Эдуард Басурин обвинил в обстреле Вооружённые силы Украины. Вскоре, по заявлению представителей ДНР, была задержана группа диверсантов в составе 3 человек, которую подозревают в том числе и в обстреле остановки общественного транспорта. Позже глава ДНР Александр Захарченко заявил, что остановку обстреляла не диверсионная группа, а украинская артиллерия со стороны Авдеевки.

### Версия Украины
Согласно сообщениям Министерства обороны Украины, артиллерийский обстрел велся на расстоянии 15 км от мест дислокации сил АТО. Ведомство утверждает, что к обстрелу причастны сепаратисты, которые вели огонь из жилых кварталов Донецка.
Советник министра МВД Украины Антон Геращенко на своей личной странице в Facebook сообщил, что украинская авиация не применялась, расстояние от силовиков до места обстрела было значительным — 8-10 км — и добросить мины на такое расстояние было физически невозможно. Также он отметил, что взрывы стали следствием использования маломощных боеприпасов.
Согласно данным Генеральной прокуратуры Украины, обстрел был произведен около 8:30 утра из Куйбышевского района Донецка из миномёта, перевозимого грузовым автотранспортом. Место обстрела находится на значительном расстоянии (более 20 км) от места ведения боевых действий в Донецком аэропорту, таким образом, применение данного оружия украинскими войсками по гражданскому населению исключено.

### Альтернативная версия
Летом 2018 года участник пророссийских незаконных вооружённых формирований Денис Лотов опубликовал видео, в котором объяснял обстрел как результат вооруженной стычки между группировками русских казаков и батальона «Оплот». По его версии, казаки пытались обстрелять базу «Оплота», однако попали в остановку общественного транспорта.

## Расследование

### ДНР
Начальник следственного комитета Генпрокуратуры ДНР Роман Белоус сообщил, что Генпрокуратура ДНР возбудила уголовное дело по статье «совершение террористического акта».

### ОБСЕ
Как сообщила мониторинговая группа ОБСЕ, в 11:00 она провела анализ двух воронок и установила, что «снаряды были выпущены с северо-западного направления». Комиссия также установила, что «оружие, использованное при обстреле — миномёт или артиллерийская установка».

### Human Rights Watch
Специалисты Human Rights Watch посетили место происшествия 24 января 2015 года. К этому моменту воронки от взрывов были уже заделаны, но, основываясь на ранее сделанных фотографиях и свидетельствах, был сделан вывод о том, что обстрел велся с северо-запада. Было отмечено, что в 500 метрах от места атаки находится военная база сепаратистов, ранее неоднократно обстреливавшаяся. В то же время, исходя из анализа кратеров от взрывов, специалисты организации предположили, что обстрел остановки мог быть произведён из миномёта с максимальной дальностью стрельбы 7 км. В этом случае миномёт должен быть размещён на территории, контролируемой сепаратистами. В заключении было отмечено, что Human Rights Watch не в состоянии сделать какие-либо выводы о том, кто несёт ответственность за нападение.

### Россия
Главным следственным управлением Следственного комитета России было возбуждено уголовное дело по факту гибели жителей Донецка, предусмотренному ч. 2 ст. 105, ч. 1 ст. 356 УК РФ (убийство двух и более лиц, применение запрещённых средств и методов ведения войны).

### Украина
Прокуратура Донецкой области квалифицирует обстрел общественного транспорта в Донецке как террористический акт. Открыто уголовное производство по ч. 3 ст. 258 Уголовного Кодекса Украины. По версии прокуратуры, сепаратисты имели достоверную информацию о том, что в районе обстрела находятся исключительно мирные жители, и совершили обстрел умышленно. В прокуратуре также заявили, что владеют оперативной информацией от свидетелей о грузовом автотранспорте с миномётом, который, находясь в Куйбышевском районе, осуществил артиллерийский обстрел в сторону Ленинского района Донецка, после чего продолжил движение в сторону центра города.

## Погибшие и пострадавшие
В отчёте ОБСЕ сообщалось о поступлении в Донецкий городской морг к 16:30 часам 8 тел погибших, Генеральная Прокуратура Украины сообщила о 9 погибших. По сообщению представителя ДНР Дениса Пушилина, число погибших возросло до 15 человек: 8 человек погибло на месте обстрела, 5 человек скончались по пути в больницу и в ней. На месте погибли водитель легкового автомобиля (по информации местных жителей — «сгорел заживо»), водитель троллейбуса и трое пассажиров, а также двое прохожих.